# Тяжельников, Вячеслав Михайлович
Вячеслав Михайлович Тяжельников (род. 18 августа 1950, Шадринск, Курганская область) — российский государственный и партийный деятель, и. о. Главы города Кургана (2012), член Курганского местного политического совета партии «Единая Россия». Рекордсмен мира по пауэрлифтингу среди ветеранов.

## Биография
Вячеслав Михайлович Тяжельников родился 18 августа 1950 года в городе Шадринске Курганской области.
В 1957 году семья переехала в г. Курган.
В 1967 году окончил среднюю школу № 31 г. Кургана.
В 1968 году принят на Курганский машиностроительный завод учеником слесаря.
Служил в ракетных войсках и артиллерии Сухопутных войск СССР (1970—1972), город Ярославль, сержант.
После прохождения службы в рядах Советской Армии вернулся на завод, где прошёл все ступени карьерного роста: слесарь-ремонтник, мастер, старший мастер, заместитель начальника цеха, начальник цеха, заместитель начальника производства, начальник производства.
С 1975 года член КПСС.
В 1979 году окончил Курганский машиностроительный институт по специальности «инженер-механик».
В 1985 году окончил курсы повышения квалификации руководящего состава при Московском высшем техническом училище им. Баумана.
В 1987 году прошёл курс повышения квалификации руководящих работников промышленных предприятий Курганской области в Курганском обкоме КПСС, Областном управлении НТО Машпром.
В 1990—1992 годах был депутатом Курганского городского Совета.
В 1991 году назначен директором Кузнечного завода ОАО «Курганмашзавод».
27 марта 1994 года избран депутатом Курганской городской Думы первого созыва (1994—1996 гг.).
В 1995 году стажировался в Германии по новейшим технологиям в области обработки металлов давлением.
В 1995—1996 гг.- председатель городской избирательной комиссии на выборах депутатов в Государственную Думу РФ и Президента России.
24 ноября 1996 года избран депутатом Курганской городской Думы второго созыва (1996—2000 гг.).
28 ноября 2000 года избран депутатом Курганской городской Думы третьего созыва (2000—2004 гг.), председатель постоянной депутатской комиссии Курганской городской Думы по бюджету, налогам и сборам.
С 2002 года — председатель совета регионального отделения — политическая партия РОПП (Российская объединенная промышленная партия) по Курганской области. Член центрального совета РОПП.
26 ноября 2004 года избран депутатом Курганской городской Думы четвертого созыва по округу № 5 (2004—2009 гг.), заместитель председателя Курганской городской Думы, член постоянной депутатской комиссии по бюджету, налогам и сборам. По итогам выборов 2004 года победил с лучшим результатом среди всех кандидатов в депутаты.
В ноябре 2005 года стал исполнительным директором Челябинского кузнечно-прессового завода (ОАО «ЧКПЗ»).
С 2006 года в результате объединения РОПП и Всероссийской политической партии-«Единая Россия», член Всероссийской политической партии «Единая Россия».
С января по июль 2007 года работал директором по производству и техническим вопросам — заместителем генерального директора в Управляющей компаний «Объединенные заводы металлоконструкций».
С июля 2007 года по февраль 2008 года работал в должности первого заместителя директора — директора производственного комплекса ОАО «Русич» — КЗКТ.
С февраля по март 2008 года работал директором ООО «КЗКТ».
С марта 2008 по февраль 2010 года — директор Курганского ООО "Кузнечно-прессовый завод «Русич».
2008—2009 гг.- руководитель фракции «Единая Россия» Курганской городской Думы.
11 октября 2009 года избран депутатом Курганской городской Думы пятого созыва по округу № 5 (2009—2014 гг.), заместитель председателя Курганской городской Думы.
14 ноября 2012 года на заседании Курганской городской думы Глава города Кургана Виктор Владимирович Серков объявил о досрочном прекращении полномочий. Депутаты поддержали решение о досрочном прекращении полномочий главы города Виктора Серкова в связи с отставкой по собственному желанию с 19 ноября 2012 года. С 20 ноября 2012 года и до момента вступления в должность вновь избранного Главы города Кургана его полномочия возложены на заместителя председателя Курганской городской Думы Вячеслава Тяжельникова.
12 декабря 2012 года на заседании Курганской городской Думы вступил в должность Главы города Кургана Павел Михайлович Кожевников.
14 сентября 2014 года избран депутатом Курганской городской Думы шестого созыва по округу № 5 (2014—2019 гг.), заместитель председателя Курганской городской Думы.
С 24 марта 2015 года — и. о. директора МУП «Комбинат питания». 16 апреля 2020 года директором стал Тимофей Александрович Щербин. 
До 18 декабря 2015 года был секретарём городской партийной организации Курганского местного отделения Всероссийской политической партии «Единая Россия», добровольно сложил с себя полномочия секретаря; 18 декабря 2015 года руководителем местного отделения партии избран Сергей Владимирович Руденко.
Вячеслав Михайлович Тяжельников — член Местного политического совета Курганского местного отделения Партии «Единая Россия», заместитель Председателя Комиссии по работе с обращениями граждан, член комиссии Президиума Генерального совета Всероссийской политической партии «Единая Россия» по вопросам промышленной политики.

## Награды и звания
- Орден Дружбы, 2000 год
- Медаль «За трудовую доблесть», 1989 год
- Медаль «Маршал Василий Чуйков», 2014 год
- Серебряная медаль ВДНХ СССР, 1987 год
- Бронзовая медаль ВДНХ СССР, 1985 год
- Медаль «15 лет вывода Советских войск из Афганистана», 2005 год
- Медаль «20 лет вывода Советских войск из Афганистана», 2009 год
- Знак-медаль «Честь и польза» международного благотворительного фонда «Меценаты столетия», 2005 год
- Почетный знак «Ветеран автомобильного и сельскохозяйственного машиностроения», 2010 год
- Именная Благодарность от полномочного представителя Президента РФ в Уральском Федеральном округе П. М. Латышева, 2005 год, за долголетний труд и большой вклад в развитие и процветание своего региона
- Звание «Лучший руководитель ОАО «Курганмашзавод», 1994 год
- Звание «Заслуженный машиностроитель ОАО «Курганмашзавод», 1996 год

## Научная деятельность
Запатентовал 7 изобретений и 11 рационализаторских предложений. Автор 5 печатных работ.

## Спорт
15—18 октября 2015 года в Екатеринбурге, на ежегодном мультитурнире силовых видов спорта «Золотой Тигр-9», выступил в жиме штанги лёжа и в пауэрлифтинге в категории до 125 кг. В любительской категории с обязательным тестированием на допинг в безэкипировочном жиме штанги лежа он выжал 150,0 кг, в приседании показал результат 125,0 кг, а в тяге становой 132,5 кг, этими подходами он побил рекорды мира, Европы и России.
14—15 апреля 2018 года в Екатеринбурге, на Открытом Кубке Европы по пауэрлифтингу федерации НАП (IPA) стал чемпионом в открытой весовой категории до 140 кг с результатом в классическом жиме штанги лежа 175,0 кг, также он занял первое место среди ветеранов 65—69 лет с мировым рекордом и стал Абсолютным чемпионом среди ветеранов.

## Семья
- Отец — Михаил Петрович Тяжельников, около 40 лет проработал в литейных цехах
- Мать — Анна Ивановна, экономист
- Жена — Любовь Петровна, экономист
- Двое детей: Елена Ситникова (род. 22 ноября 1974), Дмитрий
- Две внучки: Алена, София

Пропагандирует здоровый образ жизни, занятия спортом. Увлечение — книги.